# Mick McGrath (Leichtathlet)
Mick McGrath (eigentlich Gerard Michael McGrath; * 28. November 1947) ist ein ehemaliger australischer Dreispringer.
1970 gewann er Silber bei den British Commonwealth Games in Edinburgh.
Bei den Olympischen Spielen 1972 in München schied er in der Qualifikation aus.
1973 holte er Silber bei den Pacific Conference Games, und 1974 scheiterte er bei den British Commonwealth Games in Christchurch in der Vorrunde.
Viermal wurde er Australischer Meister (1970, 1972, 1974, 1975). Seine persönliche Bestweite von 16,56 m stellte er am 27. Januar 1975 in Sydney auf.